# Lista de bairros de Cambyretá
Esta é a lista dos 30 bairros da cidade paraguaia de Cambyretá.
| N° | Bairro                 |
| -- | ---------------------- |
| 1  | Parque Independencia   |
| 2  | San Francisco          |
| 3  | Valdez                 |
| 4  | Jardín                 |
| 5  | La Amistad             |
| 6  | Las Mercedes           |
| 7  | Alegre                 |
| 8  | Santa Lucía            |
| 9  | San Blas               |
| 10 | Carmelitas             |
| 11 | Costas del Poti'y      |
| 12 | Silvio Pettirossi      |
| 13 | San José               |
| 14 | San Rafael             |
| 15 | Espíritu Santo         |
| 16 | San Juan               |
| 17 | San Miguel             |
| 18 | San Miguel Kuruzú      |
| 19 | Centro                 |
| 20 | Arroyo Porá            |
| 21 | Barrero Guazú          |
| 22 | Santa Librada          |
| 23 | Mburicá                |
| 24 | San Ramón              |
| 25 | Padre Carlos Winkel    |
| 26 | Colonia Cambyretá      |
| 27 | Colonia Paraná         |
| 28 | Arroyo Verde           |
| 29 | Campichuelo            |
| 30 | San Blas Independencia |